# Estatérico
Na escala de tempo geológico, o Estatérico é o mais recente período da era Paleoproterozoica do éon Proterozoico, compreendido entre há 1800 milhões de anos e 1600 milhões de anos, aproximadamente. O período Estatérico sucede o período Orosiriano de sua era e precede o período Comical da era Mesoproterozoica de seu éon. Como os outros períodos de seu éon, não se divide em épocas.
O nome Sthateriano, também conhecido como Estateriano, tem origem no grego Sthatheros, e significa "Estável", devido a estabilização dos continentes e o surgimento das modernas placas tectônicas.
Após dois períodos em que os continentes só aumentavam de tamanho (Orosírico e Riácico), no Estatérico teve início uma fase de quebras, gerando novamente vários blocos continentais menores.
Localmente ainda ocorreram eventos compressivos, como é o caso da faixa Rio Negro-Juruena (oeste da Amazônia, Colômbia e Paraguai), mas predominam amplamente os processos distensivos.
Na Plataforma Sul-americana essa extensão está representada por sedimentação do tipo rift (Grupo São João del Rey em MG), com extensos enxames de diques máficos (Roraima/Venezuela), magmatismo bimodal (sul do Brasil, Uruguai e nordeste da Argentina), entre outros. 
Supõe-se que a origem das células eucariontes a partir de organismos ancestrais  procariontes anaeróbios, deva ter ocorrido, há cerca de 1,7 bilhões de anos. A célula eucarionte unicelular (de protozoários como a ameba) ou pluricelulares (das plantas e animais) fundamenta-se no desenvolvimento de dobras membranosas que invaginaram formando compartimentos intracelulares com formas e funções diferenciadas, além de possibilitar e proteção do material genético, pela carioteca.